# アンディ・ウィリアムス
アンディ・ウィリアムス（英: Andy Williams、1927年12月3日 - 2012年9月25日）は、アメリカ合衆国出身のアメリカ・ポピュラー音楽史を代表する歌手。アルバムセールスに関して、アメリカレコード協会および英国レコード産業協会から、18のゴールドディスク、3つのプラチナディスクを贈られている

。NBCで1962年-1967年及び1969年-1971年に、自らの名前を冠した音楽バラエティ番組『アンディ・ウィリアムス・ショー』を放映し、エミー賞を3度受賞した。
1992年に代表的ヒット曲から命名した、2054席を擁する「ムーン・リバー・シアター」をミズーリ州ブランソンに自ら設立し、以降この劇場を本拠地として、2011年までライブを続けた。

## 来歴

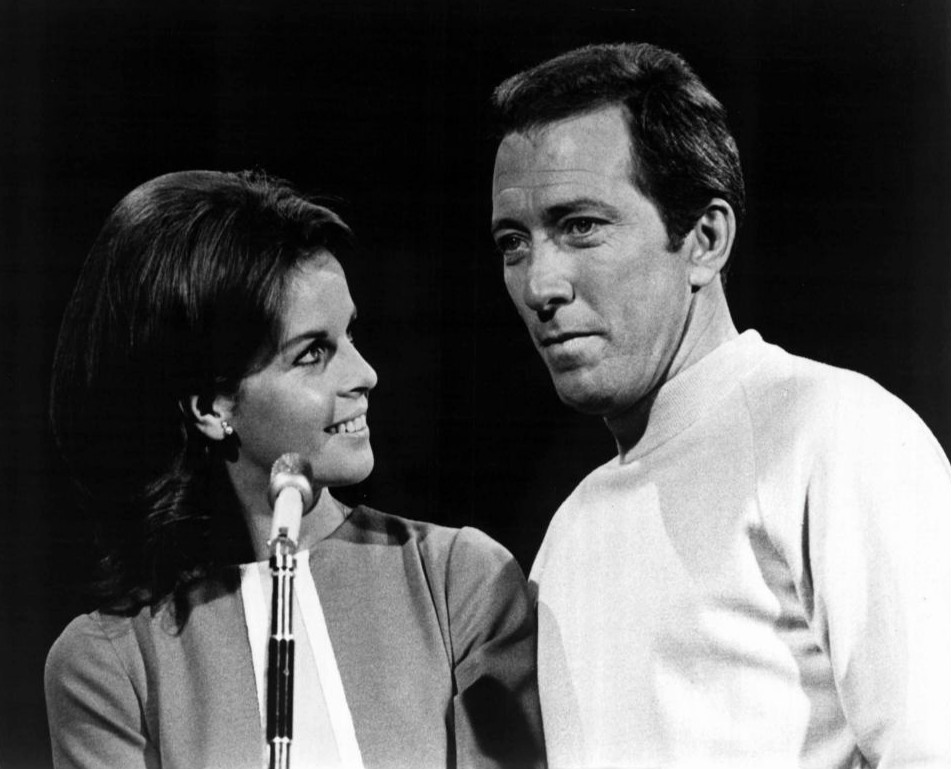
クロディーヌ・ロンジェとウィリアムス

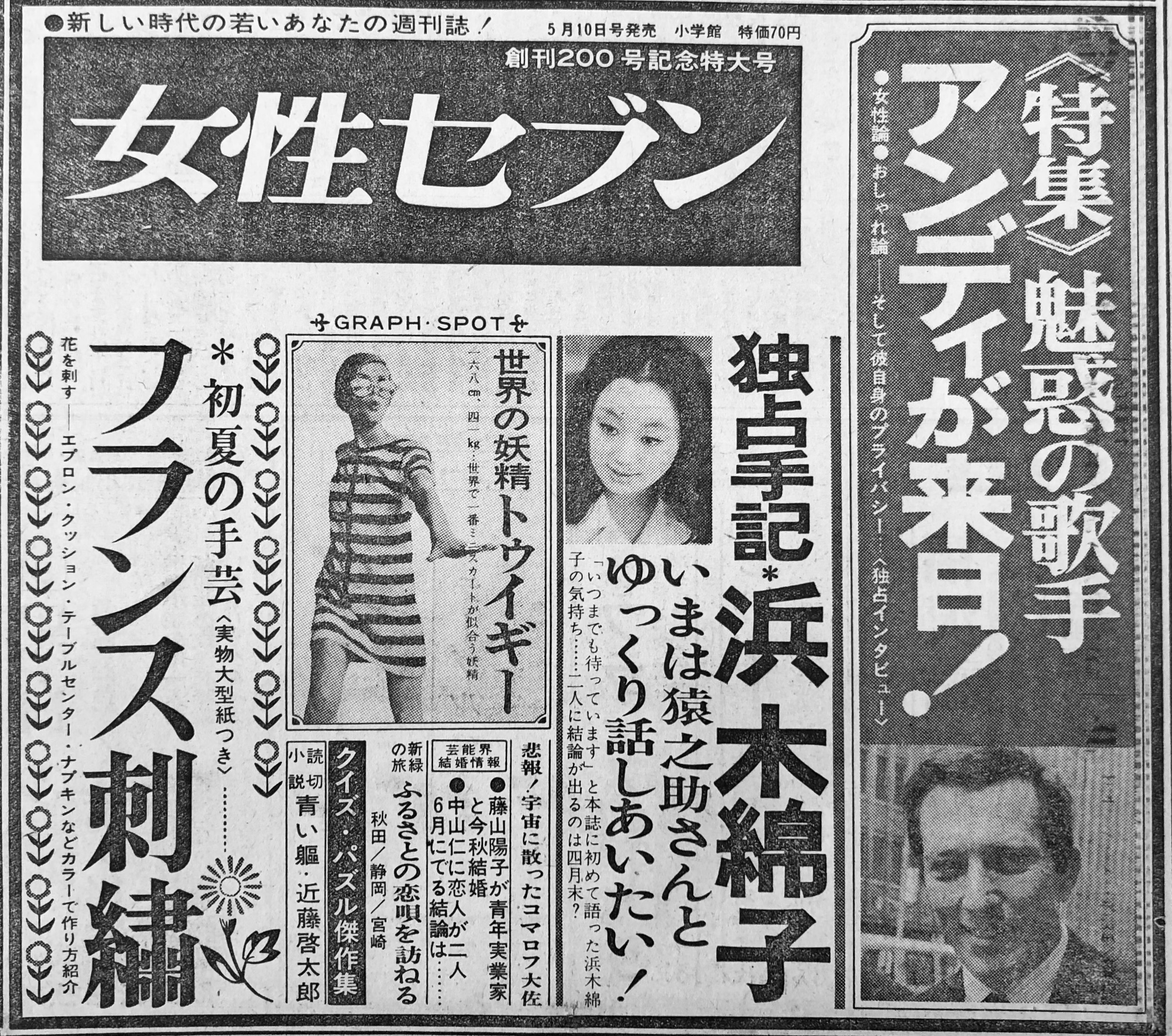
初来日公演を特集した記事（『女性セブン』1967年5月10日号）

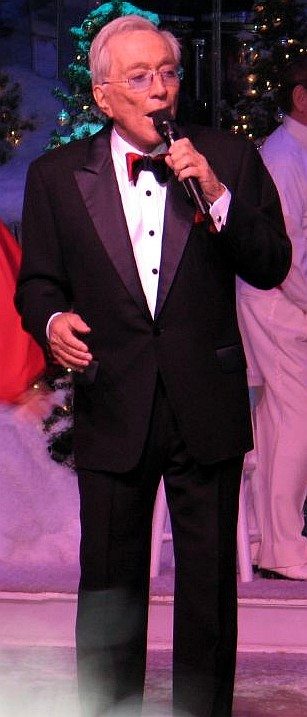
アンディ・ウィリアムス（2006年）

アイオワ州サク郡ウォールレイクの生まれ。3人の兄たちとウィリアムス・ブラザーズとして活動していたが、1952年にソロ・シンガーとして独立し『Tonight Starring Steve Allen』(1952年-1955年)にレギュラー出演。その後、1955年にはケイデンス・レコードと契約し「カナダの夕陽」（1956年）、「バタフライ」（1957年）、「ハワイの結婚の歌」（1959年）、「聖ベルナデッドの村」（1959年）、「ロンリー・ストリート」（1959年）などのヒットを生み出した。1961年にはコロムビア・レコードと契約し、シングル・ヒットよりアルバムに重点を置いて、『アンディ・ウィリアムス・ショー』の高視聴率もあり続々とベスト・セラー・アルバムをリリースした。
1967年4月、初来日公演。1970年、1973年、1982年、1988年、2004年、2006年と計7回、来日公演を行った。
1969年、味の素のCMに出演した。CMへの出演交渉は難航したが、最終的に日本万国博覧会（大阪万博）公演への出演との引き換えに承諾したという。CM出演時のギャラは1年間で4万ドル（当時のレートで1440万円）だったとされる。
『アンディ・ウィリアムス・ショー』の終了後は、やや低迷しアルバムのセールスも伸びず1980年にコロムビアとの契約を終了。以降はアトコ、カーブといったレコード会社に録音を残した。その後はラスベガスなどでのステージ出演に重点を移し、エンターテイナーとして活躍、クリスマス・ショーは特に好評で、1992年に自身の劇場がオープンするまで、全米各地を巡演した。アンディの死後、劇場は「Andy Williams Peforming Arts Center」と名称を変え、演奏会場として活用されている。
1991年、第42回NHK紅白歌合戦（NHK総合・ラジオ第1、#NHK紅白歌合戦出場歴参照）に出場した。多くの映画主題歌やスタンダード・ナンバーを録音している。クロディーヌ・ロンジェは元妻。離婚後も友人として交流した。
晩年は膀胱癌を患い、2012年9月25日に84歳で死去した。

## イギリスにおける評価
イギリスでもテレビの『アンディ・ウィリアムス・ショー』は放映され、テレビ・ショー終了後も、たびたび公演を行った。「イージー・リスニングの帝王 (Emperor of Easy)」と呼ばれ、「君の瞳に恋してる」全英5位（1968年）、「好きにならずにいられない」全英3位（1970年）、「遥かなる面影 (Home lovin' man)」全英7位、「ソリテイア」全英4位（1973年）など、本国ではヒットしなかった作品も注目を集めた。1999年には「恋はリズムに乗せて」が車のCMに使用され全英9位を記録したほか、アルバムも1965年から1978年の間に8枚がトップ10入り、うち3枚が第1位を記録した。

## ディスコグラフィ

### スタジオ・アルバム
- Andy Williams Sings Steve Allen (1956年)
- Andy Williams Sings Rodgers and Hammerstein (1958年)
- Two Time Winners (1959年)
- 『トゥ・ユー・スウィートハート、アロハ』 - To You Sweetheart, Aloha (1959年) ※旧邦題『キラウエアの宵』
- Lonely Street (1959年)
- The Village of St. Bernadette (1960年)
- Under Paris Skies (1960年)
- 『ダニー・ボーイ』 - Danny Boy and Other Songs I Love to Sing (1962年)
- 『ムーン・リバー』 - Moon River and Other Great Movie Themes (1962年) ※旧邦題『ムーン・リバーと映画主題曲集』
- Million Seller Songs (1962年)
- Warm and Willing (1962年)
- 『酒とバラの日々』 - Days of Wine and Roses and Other TV Requests (1963年)
- 『アンディ・ウィリアムス・クリスマス・アルバム』 - The Andy Williams Christmas Album (1963年)
- 『アンディの素敵な世界』 - The Wonderful World of Andy Williams (1964年)
- 『アンディ・ウィリアムス・スクリーン・ヒット』 - The Academy Award-Winning "Call Me Irresponsible" and Other Hit Songs from the Movies (1964年) ※旧邦題『パパは王様』
- 『マイ・フェア・レディとミュージカル集』 - The Great Songs from "My Fair Lady" and Other Broadway Hits (1964年)
- 『ディア・ハート』 - Andy Williams' Dear Heart (1965年)
- Merry Christmas (1965年)
- 『いそしぎ』 - The Shadow of Your Smile (1966年) ※旧邦題『ニュー・スタンダード・アルバム』
- 『男と女』 - In the Arms of Love (1966年)
- 『野生のエルザ』 - Born Free (1967年)
- 『ラブ、アンディ』 - Love, Andy (1967年)
- 『アンディ、スカボロー・フェアを歌う』 - Honey (1968年)
- 『ハッピー・ハート』 - Happy Heart (1969年)
- 『アンディーと歌おう/ゲット・トゥゲザー』 - Get Together with Andy Williams (1969年)
- 『雨にぬれても』 - Raindrops Keep Fallin' on My Head (1970年)
- 『アンディ・ウィリアムス・ショー』 - The Andy Williams Show (1970年)
- 『ある愛の詩』 - Love Story (1971年)
- 『君の友だち』 - You've Got a Friend (1971年)
- 『ゴッドファーザーの愛のテーマ』 - Love Theme from "The Godfather" (1972年)
- 『アローン・アゲイン』 - Alone Again (Naturally) (1972年)
- 『新しい出発 (たびだち)』 - Solitaire (1973年)
- 『追憶』 - The Way We Were (1974年)
- 『クリスマス・プレゼント』 - Christmas Present (1974年)
- 『歌にたくして』 - You Lay So Easy on My Mind (1974年)
- 『愛ある限り』 - The Other Side of Me (1975年)
- 『アンディより愛をこめて』 - Andy (1976年)
- Let's Love While We Can (1980年)
- 『ラヴ・クラシックス』 - Greatest Love Classics (1984年)
- 『クロース・イナフ・フォー・ラヴ』 - Close Enough for Love (1986年)
- 『アンディ・ウィリアムスのクリスマス』 - I Still Believe in Santa Claus (1990年)
- Nashville (1991年)
- We Need a Little Christmas (1995年)
- I Don't Remember Ever Growing Up (2007年)

### 主なシングル
- 「カナダの夕陽」 (1956年) ※全米7位
- 「バタフライ」 (1957年) ※全米1位
- 「本気なのかい」 (1958年) ※全米3位
- 「ハワイの結婚の歌」 (1959年) ※全米11位
- 「ロンリー・ストリート」 (1959年) ※全米5位
- 「聖ベルナデッドの村」 (1959年) ※全米7位
- 「ダニー・ボーイ」 (1961年) ※全米64位
- 「白い渚のブルース」 (1962年) ※全米38位
- 「ムーン・リバー」 (1962年)
  - 映画『ティファニーで朝食を』主題歌。劇中ではオードリー・ヘプバーンが歌唱しているが、一般によく知られているのはアンディ・ウィリアムスのバージョンである。映画サントラよりも彼のカバーの方が有名な主題歌としては他に「モア」「酒とバラの日々」「シャレード」などがある。
- 「夏の日の恋」 (1962年) ※映画『避暑地の出来事』のテーマ
- 「慕情」 (1962年)
- 「もう離さない」 (1963年) ※全米2位
- 「酒とバラの日々」 (1963年) ※全米26位
- 「ホープレス」 (1963年) ※全米13位
- 「ホワイト・クリスマス」 (1963年)
- 「君住む街角」 (1964年) ※全米28位
- 「恋はのりおくれ」 (1964年) ※全米13位
- 「シャレード」 (1964年) ※全米100位
- 「モア」 (1964年) ※映画『世界残酷物語』主題歌
- 「そしてバラが」 (1965年）全米36位
- 「ブルーレディに紅いバラ」 (1965年)
- 「いそしぎ」 (1966年)
- 「イエスタデイ」 (1966年)
- 「ミッシェル」 (1966年)
- 「恋はリズムにのせて」 (1967年) ※全米34位
- 「君の瞳に恋してる」 (1967年) ※全英5位
- 「リパブリック讃歌」 (1968年) ※全米33位
- 「見果てぬ夢」 (1968年)
- 「スカボロー・フェア」 (1968年)
- 「恋はみずいろ」 (1968年)
- 「ハッピー・ハート」 (1969年) ※全米22位
- 「雨にぬれても」 (1970年)
- 「好きにならずにいられない」 (1970年) ※全英3位
- 「遥かなる面影」 (1970年) ※全英7位
- 「マイ・スウィート・ロード」 (1971年)
- 「ある愛の詩」 (1971年) ※全米9位
- 「ゴッドファーザーの愛のテーマ」 (1972年) ※全米34位
- 「ソリテアー」 (1973年) ※全英4位
- 「マイ・ファミリー 味の素」 (1969年)
  - 「味の素」コマーシャルソング集。当時は市販されず、ピクチャーEPが景品として配布されたのみであった。2007年1月17日に初CD化され、ようやく市販された。

## フィルモグラフィ
- Janie (1944年)
- Kansas City Kitty (1944年)
- Ladies' Man (1947年)
- Something in the Wind (1947年)
- The Man in the Moon (1960年) ※テレビ・スペシャル
- 『彼女は億万長者』 - I'd Rather Be Rich (1964年) ※共演：サンドラ・ディー、ロバート・グーレ、モーリス・シュヴァリエ[9]
- 『マペット・ショー』 - The Muppet Show (1980年) ※特別ゲスト
- Dorival Caymmi (1999年) ※ドリヴァル・カイミのドキュメンタリー
- Sebring (2009年) ※ドキュメンタリー

## NHK紅白歌合戦出場歴
| 年度/放送回              | 回 | 曲目           | 出演順 | 対戦相手 |
| ------------------------ | -- | -------------- | ------ | -------- |
| 1991年（平成3年）/第42回 | 初 | ムーン・リバー | 16/28  | 森山良子 |

注意点
- 出演順は「出演順/出場者数」で表す。